# Prvenstvo Hrvatske u dvoranskom hokeju 1998.
Prvenstvo Hrvatske u dvoranskom hokeju za 1998. je četvrti put zaredom osvojio Marathon iz Zagreba. 

Prvenstvo je igrano između 3. siječnja i 8. ožujka 1998. godine.

## I. liga

### Prvi dio
| mj | klub                       | ut | pob | ner | por | gol+ | gol- | bod |           |
| -- | -------------------------- | -- | --- | --- | --- | ---- | ---- | --- | --------- |
| 1. | Mladost (Zagreb)           | 7  | 5   | 1   | 1   | 41   | 28   | 16  | I. A liga |
| 2. | Zelina (Sveti Ivan Zelina) | 7  | 5   | 1   | 1   | 56   | 28   | 16  | I. A liga |
| 3. | Marathon (Zagreb)          | 7  | 4   | 3   | 0   | 50   | 30   | 15  | I. A liga |
| 4. | Concordia (Zagreb)         | 7  | 3   | 2   | 2   | 27   | 26   | 11  | I. A liga |
| 5. | Atom (Zagreb)              | 7  | 3   | 0   | 4   | 29   | 53   | 9   | I. B liga |
| 6. | Jedinstvo (Zagreb)         | 7  | 2   | 2   | 3   | 27   | 29   | 8   | I. B liga |
| 7. | Centar (Zagreb)            | 7  | 1   | 1   | 5   | 23   | 48   | 4   | I. B liga |
| 8. | Trešnjevka (Zagreb)        | 7  | 0   | 0   | 7   | 20   | 41   | 0   | I. B liga |

### I. A liga
| mj | klub                       | ut | pob | ner | por | gol+ | gol- | bod |
| -- | -------------------------- | -- | --- | --- | --- | ---- | ---- | --- |
| 1. | Marathon (Zagreb)          | 9  | 8   | 0   | 1   | 68   | 39   | 24  |
| 2. | Zelina (Sveti Ivan Zelina) | 9  | 6   | 0   | 3   | 67   | 58   | 18  |
| 3. | Mladost (Zagreb)           | 9  | 4   | 0   | 5   | 52   | 53   | 12  |
| 4. | Concordia (Zagreb)         | 9  | 0   | 0   | 9   | 39   | 76   | 0   |

### I. B liga
| mj | klub                | ut | pob | ner | por | gol+ | gol- | bod    |
| -- | ------------------- | -- | --- | --- | --- | ---- | ---- | ------ |
| 1. | Atom (Zagreb)       | 6  | 4   | 2   | 0   | 23   | 10   | 14     |
| 2. | Trešnjevka (Zagreb) | 6  | 3   | 0   | 3   | 30   | 17   | 9      |
| 3. | Jedinstvo (Zagreb)  | 6  | 2   | 2   | 2   | 22   | 18   | 8      |
| 4. | Centar (Zagreb)     | 6  | 0   | 2   | 4   | 7    | 37   | 1 (-1) |

## II. liga
| mj | klub                   | ut | pob | ner | por | gol+ | gol- | bod     |
| -- | ---------------------- | -- | --- | --- | --- | ---- | ---- | ------- |
| 1. | Instalo AS (Zagreb)    | 12 | 11  | 0   | 1   | 88   | 34   | 33      |
| 2. | Akademičar (Zagreb)    | 12 | 8   | 1   | 3   | 53   | 41   | 25      |
| 3. | Sloga (Zagreb)         | 12 | 7   | 1   | 4   | 49   | 36   | 22      |
| 4. | Infosistem (Zagreb)    | 12 | 6   | 0   | 6   | 59   | 51   | 18      |
| 5. | Trnje (Zagreb)         | 12 | 5   | 0   | 7   | 52   | 56   | 12 (-3) |
| 6. | Zagreb (Zagreb)        | 12 | 3   | 2   | 7   | 53   | 83   | 11      |
| 7. | Srednjoškolac (Zagreb) | 12 | 0   | 0   | 12  | 31   | 84   | 0       |